# Kuterevo
Kuterevo je planinsko naselje u uskoj uvali na obroncima sjevernog Velebita, 14 kilometara jugozapadno od Otočca kome administrativno i pripada.

## Zemljopis
Nalazi se na nadmorskoj visini od 559 m, a prostire se na 31,72 km². Lokalnom cestom spojen je s Otočcem i Krasnom.

## Povijest
Kuterevo se prvi put spominje 1219. godine. U 16. stoljeću stanovnici su se iselili pred najezdom Turaka. Godine 1690. naselili su ga doseljenici iz Kranjske i Gorskog kotara, u čijem govoru je i danas sačuvan poseban poddijalekt kajkavskog narječja.

## Gospodarstvo
Stanovništvo se bavi ratarstvom i stočarstvom.

## Stanovništvo
- 2001. – 634
- 1991. – 808 (Hrvati – 805, Srbi – 1, ostali – 2)
- 1981. – 852 (Hrvati – 844, Srbi – 7, ostali – 1)
- 1971. – 941 (Hrvati – 924, Srbi – 6, Jugoslaveni – 2, ostali – 9)[4]

| broj stanovnika | 817   | 841   | 841   | 960   | 1095  | 1214  | 1108  | 1214  | 1084  | 977   | 935   | 941   | 852   | 808   | 634   | 522   | 385   |
|                 | 1857. | 1869. | 1880. | 1890. | 1900. | 1910. | 1921. | 1931. | 1948. | 1953. | 1961. | 1971. | 1981. | 1991. | 2001. | 2011. | 2021. |

## Spomenici i znamenitosti
Očuvana je ruralna arhitektura i narodne domaće tradicije, kao što su izrada predmeta od drva: lička tamburica dangubica u Kuterevu poznata kao kuterevka, bačve, stolice, itd. Prva crkva u Kuterevu izgrađena je 1707. a Župna crkva Majke Božje Karmelske 1724.

## Vanjske poveznice
|  | Zajednički poslužitelj ima još gradiva o temi Kuterevo |